# Thuyết định chế
Thuyết định chế cổ điển, còn gọi là Kinh tế học thể chế, Kinh tế chính trị thể chế, hình thành đầu thế kỷ 20 tại Hoa Kỳ. Người sáng lập được cho là Thorstein Veblen. Các nhà nghiên cứu kế tục thuyết định chế cố gắng mở rộng phạm vi phân tích kinh tế bằng cách dùng những phương pháp và cách tiếp cận của các khoa học liên ngành. Những người đại diện cho thuyết định chế cho rằng hành vi của cá thể kinh tế biểu hiện chủ yếu bởi sự chi phối của những thông lệ, quy định, luật định xã hội hay tập thể.

## Phương diện của thuyết định chế
Khái niệm định chế được hiểu là quy tắc, tiêu chuẩn, thông lệ của hành vi cá thể trong các hình thái xã hội hợp thành. Ở mức độ xã hội hoàn chỉnh đó là luật định, luật pháp. Trong giao tiếp-văn hóa đó là ngôn ngữ. Tổ chức, cơ quan là các hình thức xã hội, trong đó các định chế riêng ràng buộc và chi phối hành vi các cá thể như một luật chơi. Cần phải phân biệt rằng tổ chức xã hội không đồng nghĩa với định chế. Tổ chức xã hội chỉ là dạng thức cụ thể, là khuôn khổ hoạt động của các định chế. Định chế quy định tính chất, đặc điểm các quan hệ xã hội.
Thuyết định chế hướng đến phân tích các phạm trù kinh tế và các quá trình kinh tế không chỉ trong dạng thuần chất kinh tế, mà còn đề cập các yếu tố ngoại vi như xã hội, tâm lý, sinh học, tôn giáo.

## Các luận điểm căn bản
- Không thay đổi các phạm trù quen thuộc của kinh tế học cổ điển như giá cả, lợi nhuận, nguyên lý cung - cầu, nhưng xem xét chúng trong phạm vi rộng hơn của các mối quan hệ.
- Khác với trường phái thỏa dụng biên, thuyết định chế nghiên cứu các vấn đề kinh tế không phải trong dạng thuần nhất, mà xem kinh tế là thành phần không thể tách rời của xã hội.
- Kinh tế chính trị cổ điển cho rằng kinh tế là cơ sở hạ tầng của khoa học, văn hóa, chính trị. Thuyết định chế cho rằng tất cả các lĩnh vực trên ngang bằng nhau và liên quan mật thiết với nhau.
- Thuyết định chế bác bỏ "nguyên tắc tối ưu" của kinh tế học hiện đại, cho rằng các chủ thể kinh tế hành động không phải để đạt mục đích chức năng cao nhất, mà là theo những thói quen được định hình bởi các quy định hay các tiêu chuẩn xã hội.
- Theo thuyết định chế, nhu cầu xã hội là tiên quyết. Hành động của những cá thể tiêu biểu hầu như được quyết định bởi tình huống trong nền kinh tế nói chung, chứ không phải ngược lại. Mục đích và phương hướng của các cá thể được xác định bởi xã hội. Thuyết ích dụng biên tế và kinh tế chính trị cổ điển, ngược lại, cho rằng nhu cầu của cá thể là đầu tiên, hợp thành nhu cầu cộng đồng sau đó.
- Phủ nhận cách tiếp cận nền kinh tế như một hệ thống cân bằng, thuyết định chế xem nền kinh tế như một hệ thống có khả năng tiến hóa, được điều khiển bởi những quá trình mang tính chất tích lũy. Những nhà định chế học phát triển học thuyết này dựa trên nguyên tắc "nguyên nhân mang tính tích lũy" mà Veblen đề ra. Theo đó, phát triển kinh tế được xem là nguyên nhân của sự tác động qua lại của các hiện tượng kinh tế có khả năng tăng cường lẫn nhau. Thuyết ích dụng biên tế xem nền kinh tế trong trạng thái tĩnh và động. Còn kinh tế học cổ điển xem phát triển kinh tế là quá trình tự nhiên.
- Ủng hộ sự can thiệp của nhà nước vào kinh tế thị trường.
- Phủ nhận quan điểm "con người duy lý", nghĩa là phủ nhận con người có khả năng tối ưu hóa cho mình các ích dụng vật chất. Thuyết này cho rằng hành vi của cá thể khó có thể được định trước bởi vì không thể tính được hết sự chi phối của các yếu tố kinh tế và phi kinh tế lên hành vi.
- Cho rằng giá cả không dao động nhiều như các nhà kinh tế học cổ điển đã khẳng định, tuy là chi phí sản xuất, cầu hàng hóa hay tình thế thị trường thay đổi rất lớn.
- Các nhà định chế học xem nhiệm vụ của khoa học kinh tế không chỉ gồm dự đoán kinh tế, giải thích hệ thống của các mối liên quan, mà còn phải đưa ra những hướng dẫn, công thức phù hợp với những thay đổi trong đời sống chính trị hay nhận thức của xã hội.

## Phương pháp luận
Trong các nghiên cứu của các nhà định chế học thường không gặp những công thức hay biểu đồ toán học. Họ chỉ tập trung giải quyết những vấn đề riêng biệt, quan trọng và cấp thiết, chứ không đưa ra phương pháp chung nhất, không xây dựng một trường phái khoa học nhất định. Đó cũng là biểu hiện sự hạn chế của thuyết này, sự thiếu chuẩn bị cho một lý thuyết hoàn chỉnh.